# They Cloned Tyrone
They Cloned Tyrone är en amerikansk actionkomedifilm från 2023. Filmen är regisserad av Juel Taylor efter ett manus skrivet av Taylor och Tony Rettenmaier. They Cloned Tyrone kommer att ha sin världspremiär på American Black Film Festival den 14 juni 2023 och hade premiär den 21 juli 2023 på Netflix.

## Handling
Filmen kretsar kring en osannolik trio som tillsammans undersöker en serie kusliga händelser vilket leder dem in på spåret att ursprunget är en regeringskonspiration.

## Roller (i urval)
- John Boyega – Fontaine
- Teyonah Parris – Yo-Yo
- Jamie Foxx – Slick Charles
- Kiefer Sutherland
- J. Alphonse Nicholson
- David Alan Grier
- John Boyega
- Austin Freeman